# Dagfinn Rognmo
Dagfinn Rognmo (Narvik, 6 agosto 1948) è un allenatore di calcio ed ex calciatore norvegese, di ruolo centrocampista.

## Carriera

### Giocatore

#### Club
Rognmo cominciò la carriera con la maglia del Mjølner, debuttando in prima squadra nel 1967. Dal 1970 al 1971, militò nelle file del Kvik Halden. Fece poi ritorno al Mjølner, dove giocò per il successivo biennio. Nel 1973 si trasferì al Lyn Oslo, per cui disputò 8 incontri nella 1. divisjon. Nel corso dello stesso anno, si accordò con il Tromsø. Totalizzò 34 presenze e 4 reti con questa maglia, tra il 1973 ed il 1975. Nel 1976 fece ritorno al Mjølner, restandovi fino al 1981.

### Allenatore
Proprio nel 1981, l'allora allenatore del Mjølner, George Armstrong, fu ingaggiato dal Fulham. Rognmo fu così nominato nuovo tecnico della squadra, ruolo che ricoprì fino al 1985. Nel 1986 diventò l'allenatore del Tromsø. Nel 1992 ritornò al Mjølner, ricoprendo l'incarico di allenatore assieme a Terje Skarsfjord. Nel 1997 fu il tecnico del neonato Narvik.